# Londoner Protokoll (1852)
Das Londoner Protokoll ist ein am 8. Mai 1852 geschlossener völkerrechtlicher Vertrag der europäischen Großmächte – Vereinigtes Königreich, Zweite Französische Republik, Russisches Kaiserreich, Königreich Preußen und Kaisertum Österreich – und der skandinavischen Mächte – Königreich Schweden und Königreich Dänemark. Er regelte den Status des Dänischen Gesamtstaates.

## Vorgeschichte
Die drei Herzogtümer Schleswig, Holstein und Lauenburg wurden vor 1864 in Personalunion vom dänischen König in Kopenhagen regiert, wobei Holstein und Lauenburg staatsrechtlich Mitgliedsstaaten des Deutschen Bundes (und vor 1806 Lehen des Römisch-Deutschen Reichs) und Schleswig ein Lehen des Königreichs Dänemark waren. Von 1848 bis 1851 wurde der Erste Schleswig-Holsteinische Krieg geführt.
Die eine Kriegspartei war das Königreich Dänemark; die andere Kriegspartei war die deutsche nationalliberale Bewegung im Herzogtum Schleswig und im Herzogtum Holstein – zwischen 1848 und 1851 offiziell als Schleswig-Holstein vereinigt, aber von vielen Staaten nicht anerkannt – im Bündnis mit den meisten Staaten des Deutschen Bundes.
Die letzte kriegerische Handlung fand im Oktober 1850 statt: Die Schleswig-Holsteiner unternahmen einen letzten Angriff auf Friedrichstadt und zerstörten die Stadt. Der Angriff wurde für sie zum Fiasko. Schleswig blieb endgültig unter dänischer Kontrolle und wurde von einem außerordentlichen Regierungskommissar verwaltet. Holstein wurde durch preußische und österreichische Bundestruppen besetzt, die Schleswig-Holsteinische Armee wurde am 1. April 1851 aufgelöst. Viele Beamte und Offiziere der schleswig-holsteinischen Regierung und des Militärs verließen das Land; ein Teil wanderte in die Vereinigten Staaten oder nach Australien aus.
Nach der Ratifikation des ersten Protokolls am 2. August 1850 durch Österreich und Preußen folgte am 8. Mai 1852 das zweite, eigentliche Londoner Protokoll.

## Inhalt
In ihm wurde die Integrität des Dänischen Gesamtstaates als „europäische Notwendigkeit und ständiges Prinzip“ festgehalten. Demnach waren die drei Herzogtümer Schleswig (als dänisches Reichslehen) sowie Holstein und Lauenburg (als Mitgliedsstaaten des Deutschen Bundes) in Personalunion unter dem dänischen König verbunden. Zu diesem Zweck wurde die Erbfolge in den Herzogtümern geändert, da Friedrich VII. von Dänemark kinderlos geblieben war und in der Folge ein dynastischer Wechsel anstand. Während Dänemark auch das Erbrecht in der weiblichen Linie kannte, hatte in den deutschen Herzogtümern Holstein und Lauenburg bisher die rein männliche Erblinie gegolten. Auch wurde festgehalten, dass die Herzogtümer als eigenständige Einheiten zu belassen seien und Schleswig verfassungsrechtlich nicht enger an Dänemark zu binden sei als Holstein. Außerdem wurde eine Thronfolgeregelung bestimmt, die die dynastische Vereinigung der drei skandinavischen Königreiche verhindern sollte.
Die Großmächte wollten vor allem sicherstellen, dass der Ostseehafen von Kiel nicht in preußische Hände fiel und Dänemark eine Garantie für sein Territorium erhielt.

## Folgen
Später wurde dieser Vertrag zum Auslöser für die Bundesexekution von 1863 und den Deutsch-Dänischen Krieg von 1864: Zunächst setzte der Bundestag in Frankfurt die bisherige Gesamtstaatsverfassung für das deutsche Herzogtum Holstein 1858 außer Kraft. Dänemark verabschiedete daraufhin im Herbst 1863 die Novemberverfassung, die Schleswig enger an Dänemark band als Holstein. Dies wiederum führte zur Erklärung der Bundesexekution gegen die bundesangehörigen Herzogtümer Holstein und Lauenburg durch den Bundestag in Frankfurt/Main am 1. Oktober 1863. Am 23. Dezember 1863 folgte die Besetzung Holsteins und Lauenburgs durch Bundestruppen; Dänemark hatte bereits zuvor seine Truppen hinter die Eider, den Grenzfluss zwischen Holstein und Schleswig, zurückgezogen. Am 16. Januar 1864 stellten dann Preußen und Österreich Dänemark ein 48-Stunden-Ultimatum zur Aufhebung der Novemberverfassung und zur Räumung Schleswigs, das Dänemark verstreichen ließ. Am 1. Februar 1864 überschritten österreichische und preußische Truppen schließlich trotz Kritik des Deutschen Bundes die Eider. Sie stürmten die Düppeler Schanzen und besetzten innerhalb weniger Monate das Herzogtum Schleswig und Teile Jütlands.

## Weblink
- Londoner Vertrag (betreffend die Erbfolge im Königreich Dänemark) vom 8. Mai 1852; Wortlaut des Vertrages bei verfassungen.eu, abgefragt am 31. August 2018